# Подземный реактивный снаряд
Подземный реактивный снаряд — устройство для скоростной проходки скважин в грунтах и скальных породах различной плотности со скоростью до 1 м/с при помощи реактивных струй. Устройство было разработано М. И. Циферовым в 1948 году. По высказанному председателем Научного совета по рудообразованию академиком В. И. Смирновым мнению, «предложение Циферова способно совершить революцию в средствах проникновения в недра земли».
Ранним прототипом изобретения послужило артиллерийское орудие, ствол которого был закрыт заглушкой с круглыми отверстиями. При выстреле пороховые газы, вырывавшиеся из отверстий под давлением до 3000 атмосфер, легко разрушали образцы горных пород. По результатам этих экспериментов, подтвердивших принципиальную жизнеспособность выбранной конструкции, проект постепенно трансформировался в автономный снаряд c буровой головкой, приводимой во вращение пороховыми газами по принципу сегнерова колеса; пороховые заряды должны были непрерывно подаваться из специальной кассеты. Согласно результатам испытаний опытной установки скорость проходки скальных грунтов должна была составить 5 метров в минуту в скальных грунтах и до 100 метров в минуту в обычных, а время работы — от 15 до 60 минут в зависимости от вида проходимых пород. Этот вариант устройства получил одобрение доктора технических наук генерал-майора Г. И. Покровского и академика А. А. Скочинского.
Дальнейшим развитием этой идеи стал построенный в 1968 году подземный реактивный снаряд, испытания которого состоялись 18 апреля 1968 года. Он представлял собой наполненный твёрдым топливом цилиндр, в носовой части которого находилось несколько сопел Лаваля, расположенных в три яруса. Подземная ракета устанавливалась носом вниз; горючая смесь поджигалась расположенным в хвостовой части электрозапальным устройством, и сверхзвуковая струя раскалённых газов, вырываясь из направленных вниз сопел под давлением до 2000 атмосфер, разрушала грунт под снарядом, а сопла среднего яруса, направленные вбок, расширяли скважину. Газогрунтовая смесь, обтекая снаряд со скоростью до 100 м/с, выносила разрушенную породу на поверхность кусками до 15 см в поперечнике, при этом значительно охлаждаясь стенками скважины. Бо́льшая часть развиваемой ракетным двигателем энергии (5—100 тысяч лошадиных сил) уходила на разрушение и выброс грунта, а продвижение снаряда вглубь скважины происходило за счёт его собственного веса. За несколько секунд снаряд Циферова, весивший всего 25 кг, проделывал скважину глубиной в десятки метров и диаметром 250—1000 мм в зависимости от характера грунта. Эксперименты показали, что снаряд способен преодолевать не только обычный грунт, но и горные породы, вечную мерзлоту, лёд, водоносные горизонты.
Время работы твердотопливного снаряда было ограничено запасом топлива, которого хватало на 5—20 секунд, в результате чего максимальная глубина пробиваемой скважины достигала порядка 20 м. Дальнейшее развитие идеи изобретатель видел в переходе к ракетам на жидком топливе — ожидалось, что время работы таких снарядов будет достигать десятков минут и со временем может быть доведено до нескольких часов, — а со временем, возможно, и с использованием ядерной энергии.
Снаряд Циферова демонстрировался на ВДНХ СССР, Циферов был представлен к награждению золотой медалью. В 1975—1976 годах были получены патенты США на способ проходки скважин при помощи подземной ракеты и собственно конструкцию подземного реактивного снаряда, а в 1977—1978 годах — патенты Канады.
Одним из недостатков подземного реактивного снаряда являлась сложность управления им: изменения плотности горных пород на траектории его движения могли привести к его значительному отклонению от требуемого направления. В дальнейшем было запатентовано устройство, позволяющее управлять курсом подземной ракеты. Также запатентовано устройство для забора кернов в ходе движения снаряда.
В 1980-х годах под руководством сына конструктора, Владимира Михайловича Циферова, в СКТБ Главмосинжстроя по заказу Всесоюзного института Оргэнергострой Минэнерго СССР была разработана подземная ракета, работающая на паре «кислород — бензоводяная смесь». Главными достоинствами этого снаряда остались простота в изготовлении и дешевизна в эксплуатации; большинство его частей, за исключением сопловой головки, — корпус, камера сгорания, редукторы, вентили — заимствовались от стандартных механизмов. Эта ракета создавала скважину десятиметровой глубины диаметром 500 мм за одну минуту. По утверждению профессора, доктора технических наук Л. Дербенева и кандидата технических наук А. Боголюбова, новая модель подземной ракеты — «устройство буровое реактивное» — обладает в 17 раз меньшим весом по сравнению с буровой установкой ЛБУ-50Г, требует меньшего почти в 3 раза расхода горючего, и имеет в 6—9 раз большую производительность, а экономический эффект от применения одного снаряда составлял 42 тыс. рублей в ценах 1984 года. По словам изобретателя, стоимость проходки одного метра скважины реактивным снарядом в 10—20 раз ниже, чем при бурении обычным методом.

### Проблемы при испытаниях
В статье «Подземная лодка разбилась о быт» в журнале «Юный техник» (1992 г.), указывалось, что проект не получил практического применения не только из-за бюрократических препонов. Для запуска ракеты требовалась её длительная подготовка квалифицированными специалистами, снаряд мог быть небезопасным и неуправляемым. М.И. Циферов описывал случай, как из-за ошибки в установке ракеты при испытаниях, она вырвалась на поверхность и стала сносить растительность на бреющем полёте. В другом случае ракета застряла в грунте и вытащить её не удалось даже при помощи мощной лебёдки. Из-за мощного выброса грунта и камней из скважины от реактивной струи ракеты, обслуживающий ракету персонал при испытаниях находился в укрытии. В итоге, в сравнении с традиционными буровыми установками, при данных условиях, высокая скорость проходки скважины на практике оказалась невостребованной.
Несмотря на то, что со времени испытаний экспериментальных образцов прошло уже более 50 лет, в промышленную практику подземный реактивный снаряд так и не был внедрён. В связи с тем, что длина скважины связана с огромными запасами топлива в ракете, это ограничивает длину проходки. Запущенная ракета за секунды проходила несколько десятков метров под землёй, но дальше из-за выработки запаса топлива процесс останавливался. Так и не были решены проблемы контроля траектории скважины и управления ею.

### Патентные материалы
- Циферов М. И. Способ бурения скважин. Заявочные материалы на изобретение. 1948 г. Авторское свидетельство № 79119. Филиал РГАНТД, ф. Р-1, оп. 55-5, д. 2430.
- Циферов М. И. Патент SU70705A2. Устройство для бурения глубоких скважин. (1 января 1948).
- Циферов М. И. Патент SU79119A1. Способ бурения скважин. (23 сентября 1964).
- Ганзен Н. Б., Иванов Н. П., Карпов А. П., Криксунов А. С., Циферов М. И. Патент SU300608A1. Устройство для бурения скважины в грунте. (7 апреля 1971).
- Циферов М. И. Патент SU522759A1. Способ образования М.И. Циферова выработок в земной поверхности (5 марта 1977).
- Плугин А. И., Дербенев Л. С., Циферов М. И., Капустин А. А., Рыжих И. В. Патент SU1142298A1. Рабочая головка для термической обработки твердого минерального материала. (28 февраля 1985).
- Циферов М. И. Термогазодинамический способ. Авт. свид. СССР № 212908, Е 21 В 7/18, 1965
- Циферов М. И. Способ М. И. Циферова образования выработок в земной поверхности. Авторское свидетельство СССР № 522759, Е 21 В 7/18, 1973-06-07.

### Книги
- Édouard Bornecque-Winandy. Droits de l'O. N. U. et stratégies économiques spatiales (paix et crise) :  [фр.]. — Librairie Générale de Droit et de Jurisprudence, 1969. — P. 117. — 315 p.
- Хисамутдинов Н. И. Горизонты бурения. — М. : Знание, 1978. — С. 55—56. — 64 с. — (Новое в жизни, науке, технике. Сер. «Техника»; № 1). — 63 000 экз.
- Друянов В. А. Подземные ракеты, лодки, плазмотроны… // Недра — цех под землёй. — М. : Знание, 1980. — 128 с. — 50 000 экз. — ББК 33.1 Д 76.
- William C. Maurer. Advanced drilling techniques. — Tulsa : Petroleum Publishing Co., 1980. — P. 500—507. — 698 p. — ISBN 978-0878141173.
- Леонид Николаевич Пономарев. Партийная работа и экономика. — М. : Советская Россия, 1987. — 303 с.
- Москва шагает в будущее : Сб. / Е. Н. Добровольский, Г. Г. Долгов. — М. : Московский рабочий, 1987. — С. 236-240. — 382, [1] с. : ил. — 30 000 экз. — ББК 65.9(2-2Мос). — УДК 33 М821(G).
- Максакова О. С. Люди пытливой мысли: по архивным документам. — 5-е изд. — Филиал Российского государственного архива научно-технической документации (РГАНТД), 1989. — С. 99-104.
- Антонова Л. Е. Циферов Михаил Иванович // Люди пытливой мысли (по архивным документам) : Историко-технический альманах / Сост.: О. С. Максакова, Т. Н. Фисюк. / Под редакцией И. Н. Давыдовой, О. С. Максаковой, Л. Ю. Покровской. — Самара : НТЦ, 2006. — С. 540-544. — 612 с. — ISBN 5-98229-075-0.

### Статьи
- Богатырёв В., Жолондковский О. Гаубица — реактивный бур // Изобретатель и рационализатор : журнал. — Профиздат, 1966. — № 6 (238). — С. 9—10.
- Жолондковский О. Подземный рейс огненной фрезы // Техника — молодёжи : журнал. — 1966. — № 12. — С. 26-27.
- Пушкой в глубь земли // Наш современник : журнал. — Литературная газета, 1967. — № 1. — С. 121. — ISSN 0027-8238.
- Rocket to drill into the Earth? // New scientist : журнал. — IPC Magazines, 1967. — Vol. 33. — P. 130. — ISSN 0028-6664.
- ? // Советские профсоюзы : журнал. — Профиздат, 1968. — № 1-6.
- ROCKET DRILL - for fast deep drilling // Machinery Lloyd : журнал. — Continental and Overseas Organisation Limited, 1970. — Vol. 42. — P. 59.
- Soviets Claim Rocket Burrows Thru Ground // Chicago Tribune : газета. — 1970. — 31 мая. — P. 4:15.
- Self-guided rocket drill // Control & instrumentation : журнал. — Morgan-Grampian, 1970. — Vol. 2. — P. 12.
- 'ROCKET DRILL' FOR DEEP HOLES // The chartered mechanical engineer : журнал. — Institution of Mechanical Engineers, 1970. — Vol. 17. — P. 67.
- Unattached Rocket Drills Deep Wells // Machine Design : журнал. — Penton/IPC, 1970. — Vol. 42, № 1-5. — P. 734.
- Rocket Goes Underground // Petroleum Press Service : журнал. — London : Petroleum Press Bureau, 1970. — Vol. 37—38. — P. 267.
- Циферов М. И. Солидарность — основа изобретательской этики // Изобретатель и рационализатор : журнал. — Профиздат, 1970. — № 2. — С. 29.
- Циферов М. И., Максимович Г. Полёт… в глубь земли // Советский воин : журнал. — Воениздат, 1971. — № 19. — С. 28—29.
- Жолондковский О. Землекопы XX века // Юный техник. — 1971. — № 5. — С. 19.
- ?. Гиперболоид инженера Циферова // Молодая гвардия. — ЦК ВЛКСМ, 1971. — № 7. — С. 181—182. — 325 000 экз. — ISSN 0131-2251.
- Реактивная буровая // География в школе : журнал. — Гос. учеб.-педагог. изд-во, 1972. — № 5. — С. 75.
- Милиничев Г. Огненный смерч, пробивающий землю (подземная ракета инженера Циферова) // Московская правда. — 1973. — 10 января.
- ? // Water and water engineering : журнал. — Fuel & Metallurgical Journals Ltd., 1973. — Vol. 77. — P. 343.
- Soviet method of well drilling // New Civil Engineer : журнал. — London : T. Telford, 1973. — No. 5 July 1973.
- Rockets for Drilling // The Chartered mechanical engineer : журнал. — Fuel & Metallurgical Journals Ltd., 1973. — Vol. 20. — P. 23.
- Юрий Джафаров. Ракета уходит под землю // Спутник : журнал. — 1973. — № 3. — С. 46—49.
- High speed drilling — 17 m in 18 sec // Highways & road construction : журнал. — IPC Building & Contract Journals Ltd., 1973. — Vol. 41. — P. 41.
- ? // Teknisk ukeblad : журнал. — Polytekniske forening, Norske ingeniørforening, 1974. — Vol. 121.
- Циферов М. Ракеты стартуют в глубь земли // Красная звезда : газета. — 1976. — № от 10 июня.
- Валерий Грошев, Владимир Циферов. Быть подземной ракете! // Техника — молодёжи : журнал. — 1978. — № 7.
- Г. Жуковец. Десять тысяч чудес // Молодой коммунист. — Молодая гвардия, 1978. — № 7. — С. 125—126. — 940 500 экз.
- Солнцев А. В., Циферов В. М., Костенко Ф. И. Подземные моря Казахстана вскроют ракеты. — Алма-ата : Общество «Знание» КазССР, 1979. — 19 с.
- Медведев Ю. Бросая вызов. — М. : Советская Россия, 1982.
- Максимович Г. История талантливой разработки // Техника — молодёжи : журнал. — 1984. — № 2.
- Циферов В. Подземная ракета близится к старту // Изобретатель и рационализатор : журнал. — 1984. — № 1. — С. 24.
- Василий Захарченко. «Подземная» ракета и её судьба // Огонёк : журнал. — Правда, 1986. — № 36 (3085) от 6-13 сентября. — С. 26—27.
- Жолондковский О. Подземная лодка капитана Циферова // Техника и наука. — 1987. — № 1. — С. 36.
- Олегов С. Подземная лодка разбилась о быт? // Юный техник. — 1992. — № 4-5. — С. 30—31.
- Опарин В. Н., Данилов Б. Б., Смоляницкий Б. Н. Обоснование принципов построения конструктивной схемы «подземной ракеты» // Физико-технические проблемы разработки полезных ископаемых : журнал. — Издательство Сибирского отделения РАН, 2010. — № 5. — С. 44—56. — ISSN 0015-3273.
- Oparin V. N., Danilov B. B., Smolyanitsky B. N. "Underground rocket" design principles // Journal of Mining Science : журнал. — Springer New York Consultants Bureau, 2010. — Vol. 46, № 5. — P. 536—545. — ISSN 1062-7391.
- Станислав Зигуненко. Ушел в поход… подземоход: глубоко копаем // Популярная механика : журнал. — 2006. — № 4 (42). — ISSN 4606-8950.
- Юлбарисов Э. М., Сенюков Р. В., Вдовыкин Г. П., Юлбарисов И. М. Проект трансконтинентального беструбного газотоннелепровода профессора В. М. Сенюкова (Историческая хроника) // Проблемы сбора, подготовки и транспорта нефти и нефтепродуктов : журнал. — «Институт проблем транспорта энергоресурсов» Республики Башкортостан, 2011. — № 2. — С. 52—58. — УДК [622.691.4]+[622.692.4] (100.3)(G). — ISSN 1998-8443.
- Юлбарисов Э. М., Сенюков Р. В., Вдовыкин Г. П., Юлбарисов И. М. Проект трансконтинентального беструбного газотоннелепровода профессора В. М. Сенюкова (Историческая хроника) // Нефть. Газ. Новации : журнал. — Самара : ООО «Нефть. Газ. Новации», 2011. — № 6. — С. 30—33. — УДК 622.279:622.69(G). — ISSN 2077-5423.